# Царь скорпионов 5: Книга душ
Царь скорпионов: Книга душ (англ. The Scorpion King: Book of Souls) — фэнтезийный фильм 2018 года, выпущенный 23 октября 2018 года. Это пятая часть серии «Царь скорпионов», последняя часть оригинальной серии и прямое продолжение фильма «Царя скорпионов 4: Утерянный трон».

## Сюжет
В Древнем Египте царь Мемтеп заключает завет с Анубисом, владыкой подземного мира, чтобы создать проклятый меч, настолько мощный, что тот, кто им владеет, может править миром. Меч, названный Клыком Анубиса, подпитывается, забирая души своих врагов; имена павших от меча навсегда вписаны в Книгу Душ.
Небсерек грабит гробницу короля Мемтепа и крадет Клык Анубиса. Тем временем его лейтенант Хенса захватывает кузнеца Метаяса (Зак Макгоуэн), которого они называют Королем Скорпионов (что он отрицает), и убивает его друга Абеля. Воин из Нубии Тала освобождает кузнеца и исцеляет его укусами скорпионов. Она рассказывает ему, что её отец, Бальтазар, король Нубии, сказал ей найти легендарного Царя Скорпионов, чтобы помочь установить мир в Египте. Она требует, чтобы он присоединился к поискам, чтобы положить конец империи зла Небсерек. Его жрица предупреждает Небсерека, что меч может быть уничтожен Книгой душ, поэтому они начинают его искать.
По пути в Долину 13-й Луны Матаюс и Тала попадают в плен к Уруку, лидеру Черных Стрел, за нарушение границ. Метаяс просит его умереть с честью, за ним охотятся, и Урук соглашается. После того как Метаяс победил, сохранив при этом жизни четырёх мужчин и Урука, Урук с уважением отпускает их. Они продолжают свой поиск к воротам Храма Свитков. Тала открывает священные врата с помощью линзы, управляющей лунным светом. Внутри на них нападает голем Энкиду. Появляется женщина по имени Амина и объясняет, что Энкиду был создан из глины и оживлен магией, чтобы защитить её. Она показывает, что является Книгой Душ, и видит и чувствует души, захваченные Клыком Анубиса. Желая, чтобы она присоединилась к ним, Метаяс заманивает Энкиду в ловушку в пещере огненной стеной, и они направляются к гробнице Мемтепа.
На всех троих на пляже нападает Хархар (еще один из лейтенантов Небсерека) и несколько солдат. Они убивают их всех с помощью Энкиду, который бросает вызов огню, чтобы защитить Амину. Они идут в город, чтобы переправиться на лодке, и Метаяс нападает на Хенсу; он её не убивает. Когда они убегают на лодке, Амина видит и чувствует смерть короля Тарки Небсереком. Он был братом Талы; теперь она королева. Затем они находят гробницу и внутри статуи Сфинкса находят способ положить конец проклятию меча — уничтожить Книгу душ. Как только они обнаруживают это, Небсерек догоняет их, и они попадают в плен.
Метаяс прикован цепью, и Небсерек планирует достойно сразиться с ним, но он порезал себе бок мечом. Тала и Энкиду вместе заключены в тюрьму; теперь, когда она стала королевой, нубийские пленники соглашаются сражаться по её приказу. Увидев Небсерека с пленниками, Черные Стрелы подкрадываются к их лагерю и готовятся к бою. Тала хочет, чтобы Метаяс вспомнил, что он был Королем Скорпионов, и несколько скорпионов жалят его, побуждая его разорвать цепи. Затем Тала и Энкиду вырываются из тюрьмы и начинают сражаться с Хенсой. Урук и Черные стрелы атакуют и убивают жрицу Меннофер. Небсерек в ярости и сражается с Матаюсом, пока Тала и Хенса сражаются. Энкиду получает удар Клыком Анубиса и падает с ним в огонь, чтобы защитить Амину. Царь Скорпионов убивает Хенсу и бросает Небсерека в огонь. Он берет меч из огня; Амина настаивает на том, чтобы умереть от меча, чтобы разрушить его проклятие и освободить души, которые он забрал. Она входит в лезвие, и оно превращается в песок. Метаяс уезжает один.

## В ролях
- Зак Макгоуэн в роли Метаяса, Царя Скорпионов, полубога Аккадии и кузнеца.
- Питер Менса в роли Небсерека, нубийского бога-царя.

- Перл Туси в роли Талы, принцессы воинов и дочери Бальтазара.
- Майлинг Нг в роли Хенсы, воина Небсерека.
- Инге Бекманн в роли Меннофер, жрицы Небсерека.
- Кэти Луиза Сондерс в роли Амины, Книги душ и дочери Мемтепа.
- Нейтан Джонс в роли Энкиду, защитника Амины.
- Ризель Джанук в роли Хатхор, солдата Небсерека.
- Брэндон Ауре в роли Шакала со шрамом, воина Небсерека и второго командира Хенсы.
- Говард Чарльз в роли Урука, сына Кали и лидера Черных стрел.
- Африка Лихо Мгобо в роли Авеля, друга Матаюса.
- Лесала Мампа в роли Анубиса, бога подземного мира.
- Тукс Тэд Лунгу в роли воина-шакала.
- Питер Джессоп в роли рассказчика.

## Критика
Фильм получил в основном смешанные отзывы от критиков и зрителей. На iMDb «Книги душ» получили 4.6 баллов из 10, что является лучшим результатом, после оригинального фильма. На Rotten Tomatoes фильм получил 75 % одобрения от зрителей, что указывает на положительные отзывы.